# Emblemariopsis carib
Emblemariopsis carib är en fiskart som beskrevs av Victor 2010. Emblemariopsis carib ingår i släktet Emblemariopsis och familjen Chaenopsidae. Inga underarter finns listade i Catalogue of Life.